# Pistius
Pistius is een geslacht van krabspinnen. Het geslacht omvat 9 soorten waarvan de meeste voorkomen in Azië enkel P. truncatus leeft in het Palearctisch gebied.

## Soorten
- Pistius barchensis Basu, 1965 (India)
- Pistius bhadurii Basu, 1965 (India)
- Pistius gangulyi Basu, 1965 (India, China)
- Pistius kalimpus Tikader, 1970 (India)
- Pistius kanikae Basu, 1964 (India)
- Pistius robustus Basu, 1965 (India)
- Pistius tikaderi Kumari & Mittal, 1999 (India)
- Pistius truncatus (Pallas, 1772) (Palearctisch gebied)
- Pistius undulatus Karsch, 1879 (Rusland, Kazachstan, China, Korea, Japan)